# Ditrichum ambiguum
Ditrichum ambiguum là một loài rêu trong họ Ditrichaceae. Loài này được Best mô tả khoa học đầu tiên năm 1893.